# Иван Анастасов (офицер)
Вижте пояснителната страница за други личности с името Иван Анастасов.
Иван Тодоров Анастасов е български офицер, полковник.

## Биография
Иван Анастасов е роден на 13 февруари 1897 година в Преслав. През 1919 година завършва Военното училище в София. От 1924 до 1928 година служи в автомобилната дружина. Между 1928 и 1931 година е преподавател в Железопътното училище. През 1932 година влиза в четвърти инженерен полк, където служи до 1935 година. Бил е в свързочния полк, а през 1940 година става инспектор в инженерната инспекция. От 12 май 1942 година е командир на шестдесет и трети пехотен полк, който е част от двадесет и четвърта пехотна дивизия, дислоцирана в Поморавието. През 1943 година е назначен за командир на трети инженерен полк, а през 1944 година на втори инженерен полк. От 15 декември 1945 е командир на Общовойсковия камионен полк. След това е командир на деветнадесети пехотен шуменски полк. Уволнен през 1946 година. През 1948 година е изселен в Ботевград. През 50-те години се пенсионира по болест от туберкулоза. Умира на 31 декември 1966 година.

## Военни звания
- Подпоручик (1919)
- Поручик (6 май 1924)
- Капитан (31 октомври 1924)
- Майор (3 октомври 1938)
- Подполковник (3 октомври 1942)
- Полковник (15 декември 1945)